# 국제 음성학 협회
국제 음성학 협회(International Phonetic Association, IPA; 프랑스어: Association phonétique internationale fr, API)는 음성학의 과학적 연구와 그 과학의 다양한 실제적인 적용을 촉진하는 조직이다. 국제 음성학 협회가 음성학에 기여한 주요 업적은 모든 언어의 음성 표기를 위한 표기 표준인 국제 음성 기호이다. IPA라는 약어는 협회와 음성 기호 둘 다를 지칭한다. 2015년 6월 30일, 이 협회는 영국 유한책임 보증 회사로 법인화되었다.
국제 음성학 협회는 또한 케임브리지 대학교 출판부에서 발행하는 국제 음성 기호 협회 저널을 감독하며, 이 저널의 기사에는 언어 설명과 음성학의 다른 주제들이 포함된다. 또한, 산하 기관인 국제 음성 과학 학술대회 조직 상설 협의회를 통해 4년마다 국제 음성 과학 학술대회(ICPhS)를 개최한다.

## 초기 역사
1886년, 파리 (프랑스)의 소규모 언어 교사 그룹은 외국어의 실제 발음을 습득하고 어린아이들의 읽기 교육을 돕기 위해 학교에서 음성 표기법 사용을 장려하기 위한 협회를 결성했다. 폴 파시가 이끄는 이 그룹은 처음에는 Dhi Fonètik Tîtcerz' Asóciécon(FTA)이라고 불렀다. 1889년 1월, 협회 이름은 L'Association Phonétique des Professeurs de Langues Vivantes(AP)로 변경되었고, 1897년에는 L'Association Phonétique Internationale(API)로 변경되었다. 영어로는 국제 음성학 협회(IPA)이다. 국제 음성학 협회의 회원 수와 교육계에서의 영향력은 제1차 세계 대전 이전인 1914년경에 정점을 찍었으며, 이때 40개국에 1751명의 회원이 있었다. 제1차 세계 대전과 그 여파로 협회 활동이 심각하게 중단되었고, 저널은 1922년까지 정기 발행을 재개하지 못했다.

## 음성 기호의 발전
이 그룹의 초기 목표는 다양한 조음을 적용할 수 있는 음성 기호 세트를 만드는 것이었다. 그래서 각 언어는 해당 언어의 소리를 묘사하는 데 특히 적합한 음성 기호를 가질 수 있었다. 결국, 다른 언어에서 동일한 소리에 동일한 기호를 사용하는 보편적인 음성 기호가 이상적이라고 결정되었다. 국제 음성 기호의 첫 번째 시제품은 Phonetic Teachers' Association (1888)에 나타났고, 20세기 초까지 빠르게 발전했다. 그 이후로 음성 기호에는 여러 가지 변화가 있었으며, 음성학 과학의 진보가 요구하는 추가 및 삭제가 이루어졌다.

## 시험
국제 음성학 협회는 또한 1908년부터 음성학 시험을 실시하여 영어, 프랑스어 또는 독일어 음성학 숙련도 인증서를 수여했다.

## 같이 보기
- 음성학 주제 목록
- 언어 개혁

## 더 읽어보기
- International Phonetic Association. (1999). Handbook of the International Phonetic Association: A guide to the use of the International Phonetic Alphabet. Cambridge: Cambridge University Press.
- Phonetic Teachers' Association (1888). 《aur rivàizd ælfəbit》 [Our revised alphabet]. 《The Phonetic Teacher》 3. 57–60쪽. JSTOR 44701189.